# Xylanthemum rupestre
Xylanthemum rupestre là một loài thực vật có hoa trong họ Cúc. Loài này được (Nevski) Tzvelev miêu tả khoa học đầu tiên năm 1961.